# سد کانتال
سد کانتال (به لاتین: Kantale Dam) یک سد خاکی در سری‌لانکا است که در Kantale واقع شده‌است.